# 약도함수
해석학에서 약도함수(弱導函數, 영어: weak derivative)는 일반적인 도함수의 개념의 일반화이다. 이를 통하여 고전적으로 도함수를 취할 수 없는 함수들의 도함수를 취할 수 있다.

## 정의
다음이 주어졌다고 하자.
- 리만 다양체 {\displaystyle (M,g)}
- (매끄러운) 벡터장 {\displaystyle X\in \Gamma (\mathrm {T} M)}
- 두 함수 {\displaystyle f,g\in \operatorname {L} ^{1}(M,\mathbb {R} )}

만약 다음 조건이 성립한다면, {\displaystyle g}가 {\displaystyle f}의 {\displaystyle X}방향의 약도함수라고 한다.
{\displaystyle \int _{M}ug{\sqrt {\det g}}\,\mathrm {d} ^{\dim M}x=-\int _{M}(\nabla _{X}u)f{\sqrt {\det g}}\,\mathrm {d} ^{\dim M}x\qquad \forall u\in {\mathcal {C}}_{\text{comp.supp.}}^{\infty }(M,\mathbb {R} )}
여기서 {\displaystyle {\mathcal {C}}_{\text{comp.supp.}}^{\infty }(M,,\mathbb {R} )}는 콤팩트 지지 매끄러운 함수들의 공간이다.
이는 흔히
{\displaystyle g=\nabla _{X}f}
로 표기된다.
만약 {\displaystyle M=\mathbb {R} ^{n}}일 때는 표준적인 벡터장 {\displaystyle \partial /\partial x^{i}}들이 존재하며, 이에 대한 약도함수를 취할 수 있다.

## 성질
약도함수는 {\displaystyle \operatorname {L} ^{1}} 르베그 공간 속에서 유일하다. {\displaystyle {\mathcal {C}}^{1}} 함수의 경우, 약도함수는 그 도함수와 일치한다.

## 예
실수선 위의 절댓값 함수
{\displaystyle x\mapsto |x|}
의 약도함수는 부호 함수
{\displaystyle x\mapsto {\begin{cases}1&x>0\\-1&x<1\end{cases}}}
(의 르베그 공간에서의 동치류)이다. {\displaystyle x=0}에서의 값은 어느 값이든 상관이 없다 (이는 모두 르베그 공간 속의 같은 동치류에 속한다).
실수선 위의, 유리수 집합의 지시 함수
{\displaystyle f\in \operatorname {L} ^{1}(\mathbb {R} ,\mathbb {R} )}
{\displaystyle f(x)=[x\in \mathbb {Q} ]}
를 생각하자 ({\displaystyle [\dotsb ]}는 아이버슨 괄호). 이는 어디서나 연속 함수가 아니며, 따라서 어디서나 도함수를 갖지 않는다. 그러나 이 함수는 약도함수를 가지며, 이는 상수 함수 0이다. 사실, 유리수 집합의 측도가 0이므로, 르베그 공간에서 {\displaystyle f}는 값이 0인 상수 함수와 같은 동치류에 속한다.
칸토어 함수는 거의 어디서나 도함수를 갖지만, 약도함수를 가지지 않는다. 칸토어 함수의 도함수는 분포로서 존재하지만, 이 분포는 L1 르베그 공간의 원소로 나타내어질 수 없다.

## 같이 보기
- 하방미분

## 참고 문헌
- Gilbarg, D.; Trudinger, N. (2001). 《Elliptic partial differential equations of second order》. Berlin: Springer. 149쪽. ISBN 3-540-41160-7.
- Evans, Lawrence C. (1998). 《Partial differential equations》. Providence, R.I.: American Mathematical Society. 242쪽. ISBN 0-8218-0772-2.
- Knabner, Peter; Angermann, Lutz (2003). 《Numerical methods for elliptic and parabolic partial differential equations》. New York: Springer. 53쪽. ISBN 0-387-95449-X.